# Daunorrubicina
Daunorrubicina ou daunomicina é um fármaco utilizado em medicamentos como antineoplásico.